# We'll Be a Dream
Singles de Demi Lovato (et We the Kings)
Make A Wave Skyscraper
We'll Be A Dream est un single du groupe We the Kings en duo avec la chanteuse Demi Lovato qui est sorti le 22 avril 2010 sur MTV et sur YouTube. Elle est extrait du deuxième album du groupe "Smile Kid" et est apparue dans un épisode de la série culte Vampire Diaries. Elle a notamment été nommée aux Teen Choice Awards 2010 dans la catégorie "Meilleur Duo" entre les We the Kings et Demi Lovato. Ce single est arrivé à la 76e place du US Billboard Hot 100 ce qui est la meilleure place que le groupe ait eu.

## Charts
| Chart (2010)           | Peak position |
| ---------------------- | ------------- |
| U.S. Billboard Hot 100 | 76            |
| U.S. Pop Songs         | 22            |

## Divers
Clip Vidéo